# Jaskinia pod Oknem
Jaskinia pod Oknem (Pod Oknem) – jaskinia w Wąwozie Kraków w Dolinie Kościeliskiej w Tatrach Zachodnich. Ma dwa otwory wejściowe w stoku Żaru, poniżej Wielkiej Turni, pod otworem jaskini Krakowskie Okno, w pobliżu jaskini Rura przy Oknie, na wysokościach 1185 i 1193 metrów n.p.m. Długość jaskini wynosi 78 metrów, a jej deniwelacja 15 metrów.

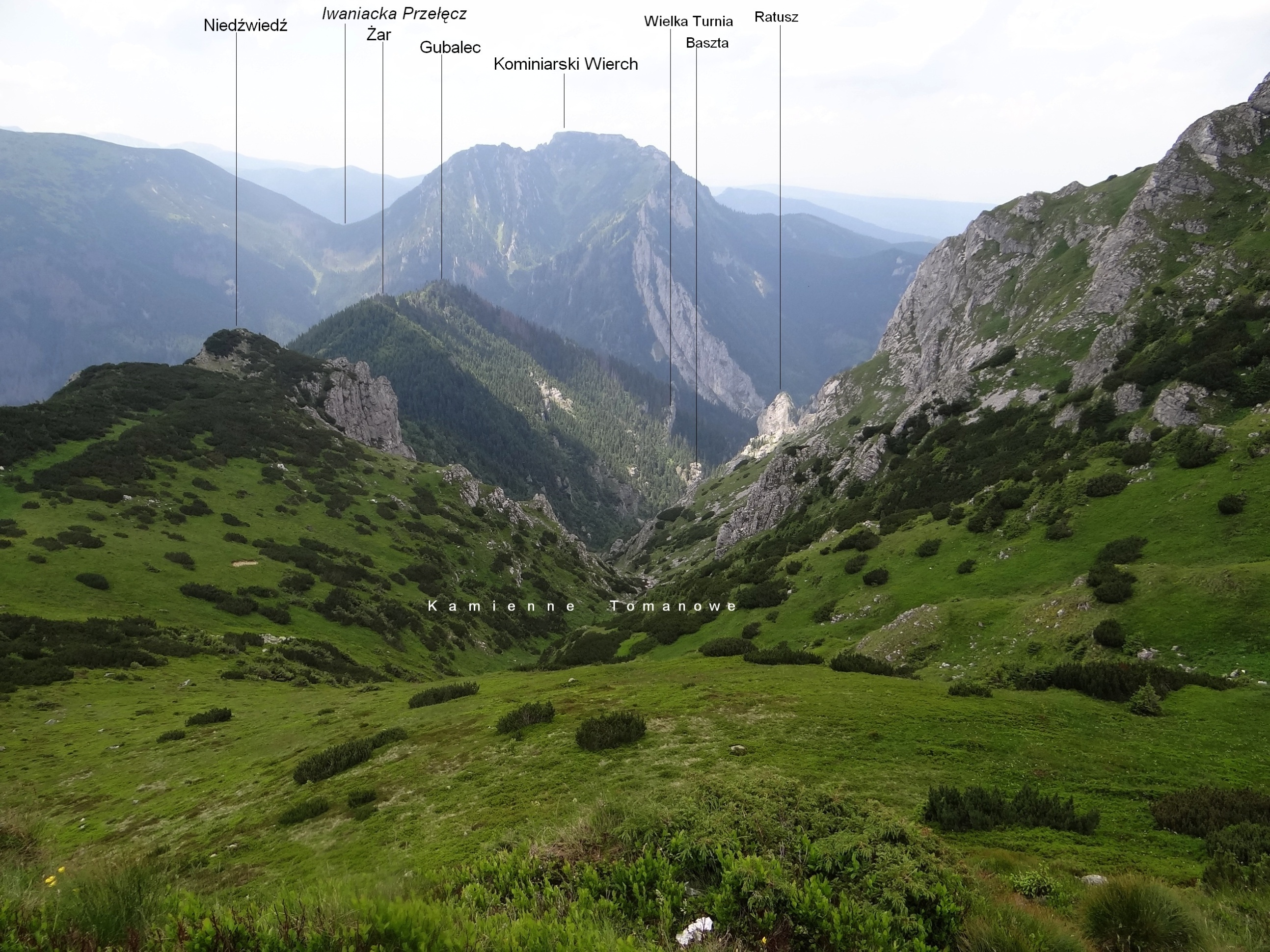
Widok na górną część Wąwozu Kraków

## Opis jaskini
Oba otwory wejściowe znajdują się obok siebie, pod tym samym okapem. 
Centralną częścią jaskini jest Zielona Komora, obszerna sala, wokół której powstał skomplikowany system poziomych ciągów połączonych kominkami. Prowadzą z niej: 
- krótki ciąg do otworu wejściowego większego (niżej położonego).
- na wprost od niego kilkumetrowy, szczelinowy korytarz.
- Na prawo od ciągu do otworu, przez 3,7-metrowy próg, dochodzi się do korytarzyka o długości 6 metrów. Nad progiem są wyloty kilku kominków oraz górnego korytarza, z którego dochodzi światło dzienne. Wspinając się kolejnym progiem, położonym na lewo od 3,7-metrowego progu, dochodzi się do salki, skąd ciasny korytarzyk prowadzi do góry, nad studzienkę. Stąd można iść:
  - dwumetrową studzienką na dno do poziomego, 5-metrowego korytarza.
  - obok studzienki znajduje się następna studzienka, której dno znajduje się w stropie nad 3,7-metrowym progiem.
  - mijając studzienki dochodzi się do prostopadłego, górnego korytarza idącego powyżej ciągu prowadzącego od większego otworu do Zielonej Komory. Na lewo korytarz kończy się ślepo po 6 metrach, a na prawo, po 3 metrach dochodzi się do progu, za którym przez kolejne progi idzie się do drugiego otworu. Pod pierwszym progiem znajdują się okna w stropie Zielonej Komory. Obok większego okna znajduje się wylot korytarzyka,  który również kończy się w stropie Zielonej Komory[3].

## Przyroda
W jaskini występuje mleko wapienne i nacieki grzybkowe. Mieszkają w niej nietoperze.
W Zielonej Komorze rosną paprocie, mchy, wątrobowce i porosty.

## Historia odkryć
Jaskinia była prawdopodobnie znana od dawna. W ramach inwentaryzacji jaskiń tatrzańskich zbadał ją K. Krystyniak w 1975 roku.